# Vukovar, jedna priča
Vukovar, jedna priča srpski je film. Ratna je drama iz 1994. čiji je redatelj Boro Drašković. Film je 1994. bio predstavnik srpsko-crnogorske državne zajednice za nagradu Oskar i Zlatni globus.[nedostaje izvor] U inozemstvu film je predstavljen pod imenom Vukovar poste restante. Zbog toga je hrvatska misija pri UN-u uspjela blokirati prikazivanje tog filma na 5. godišnjoj UN-ovoj konferenciji o kulturi.

## Radnja
Film je snimljen na autentičnoj lokaciji i prikazuje po navodnom istinitom događaju priču [nedostaje izvor] o dvoje mladih ljudi hrvatske i srpske nacionalnosti (mješoviti brak) u vrijeme razaranja i okupiranja Vukovara u velikosrpskog agresiji na Hrvatsku. Te njihovu sudbinu isprepletenu ratom, razaranjem i političkom propagandom.
Radnja je sročena tako da skreće pozornost s velikosrpske agresije, radi relativiziranja srbijanske krivnje za rat i sadrži brojne činjenične netočnosti.

## Glumci
- Mirjana Joković – Ana
- Boris Isaković – Tomo
- Svetlana Bojković – Vilma
- Predrag Ejdus – Stjepan
- Mihajlo Janketić – Dušan
- Dušica Žegarac – Vera
- Mira Banjac – Milka
- Dušan Janićijević – Jovan
- Olivera Marković – Crna
- Nikola Djuričko – Goran
- Ivan Zarić – Fran
- Milenko Zablaćanski – vojnik
- Nebojša Dugalić – vojnik

## Vanjske poveznice
- Vukovar, jedna priča u internetskoj bazi filmova IMDb-a